# ارهارد نویمن
ارهارد نویمن (انگلیسی: Erhard Neumann; ۱ سپتامبر ۱۹۳۲ – ۲۸ ژانویهٔ ۲۰۰۲) دوچرخه‌سوار اهل ایالات متحده آمریکا بود. او در بازی‌های المپیک تابستانی ۱۹۵۶ شرکت کرده است.